# Johan Volkerijk
Johan Volkerijk (Amsterdam, 2 juli 1937 – aldaar, 6 juli 2023) was een Nederlands grafisch ontwerper en illustrator.

## Loopbaan
Volkerijk werd geboren in Amsterdam. Hij ging naar de MULO en een deed avondopleiding aan het Instituut voor Kunstnijverheidsonderwijs. Hierna werkte hij enige tijd bij V&D op de reclameafdeling. In 1962 ging hij na een sollicitatie werken bij de NTS. Hiervoor maakte hij animaties en leaders. Een van zijn bekendste werken is het oude NOS-logo. Vervolgens maakte hij ook het logo van de NCRV en het logo van de VARA met de haan. Dit logo is in 1983 vervangen door de uitroepteken in de letter R dat werd ontworpen door Frans Lasès. Ook maakte Volkerijk samen met Monaa van Vlijmen en Hans de Cocq het logo voor het kinderprogramma De kinderen uit de Bijbel. Veel van zijn werken werden ook tentoongesteld. In 1988 ontwierp hij de lp-hoes van Kinderen voor Kinderen 9 en het logo voor AVRO's Sportpanorama. In 1993 stopte hij met zijn werk.

## Tv-programma's
- (1962) Uit oma's kabinet
- (1963) Logboek
- (1963) Nieuwe gezichten
- (1964) Hotel het paradijs
- (1964) Zonder Formules
- (1964) Voor wie zing je vogel
- (1972) Bibelebons
- (1973) IJsspellenshow
- (1973) E73
- (1982) Mensen zoals jij en ik
- (1983) Sociale geschiedenis
- (1987) Afwas in de ijskast
- (1993) Liegbeesten en Apekoppen

- Digitale Bibliotheek voor de Nederlandse Letteren: volk021
- Nederlandse Thesaurus van Auteursnamen: 067756735
- RKD-Nederlands Instituut voor Kunstgeschiedenis: 81668
- Virtual International Authority File: 282518103